# Bosnia ed Erzegovina ai Giochi olimpici
La Bosnia ed Erzegovina, ottenuta l'indipendenza dalla Repubblica Socialista Federale di Jugoslavia (1992), partecipò per la prima volta ai Giochi olimpici nel 1992 (Olimpiadi estive) e nel 1994 ai Giochi olimpici invernali. 
Il primo portabandiera della storia della Bosnia ed Erzegovina è stato Zlatan Saračević, che ha sfilato nella cerimonia di apertura di Barcellona 1992.
Fino ad ora nessun atleta bosniaco è riuscito a vincere una medaglia.
Il Comitato Olimpico di Bosnia ed Erzegovina, creato nel 1992, venne riconosciuto dal CIO nel 1993.

## Medaglieri

### Medaglie alle Olimpiadi estive
| Giochi              | Oro | Argento | Bronzo | Totale |
| ------------------- | --- | ------- | ------ | ------ |
| Barcellona 1992     | 0   | 0       | 0      | 0      |
| Atlanta 1996        | 0   | 0       | 0      | 0      |
| Sydney 2000         | 0   | 0       | 0      | 0      |
| Atene 2004          | 0   | 0       | 0      | 0      |
| Pechino 2008        | 0   | 0       | 0      | 0      |
| Londra 2012         | 0   | 0       | 0      | 0      |
| Rio de Janeiro 2016 | 0   | 0       | 0      | 0      |
| Tokyo 2020          | 0   | 0       | 0      | 0      |
| Parigi 2024         | 0   | 0       | 0      | 0      |
| Totale              | 0   | 0       | 0      | 0      |

### Medaglie alle Olimpiadi invernali
| Giochi              | Oro | Argento | Bronzo | Totale |
| ------------------- | --- | ------- | ------ | ------ |
| Lillehammer 1994    | 0   | 0       | 0      | 0      |
| Nagano 1998         | 0   | 0       | 0      | 0      |
| Salt Lake City 2002 | 0   | 0       | 0      | 0      |
| Torino 2006         | 0   | 0       | 0      | 0      |
| Vancouver 2010      | 0   | 0       | 0      | 0      |
| Soči 2014           | 0   | 0       | 0      | 0      |
| Pyeongchang 2018    | 0   | 0       | 0      | 0      |
| Pechino 2022        | 0   | 0       | 0      | 0      |
| Totale              | 0   | 0       | 0      | 0      |